# El tesoro de la lengua francesa

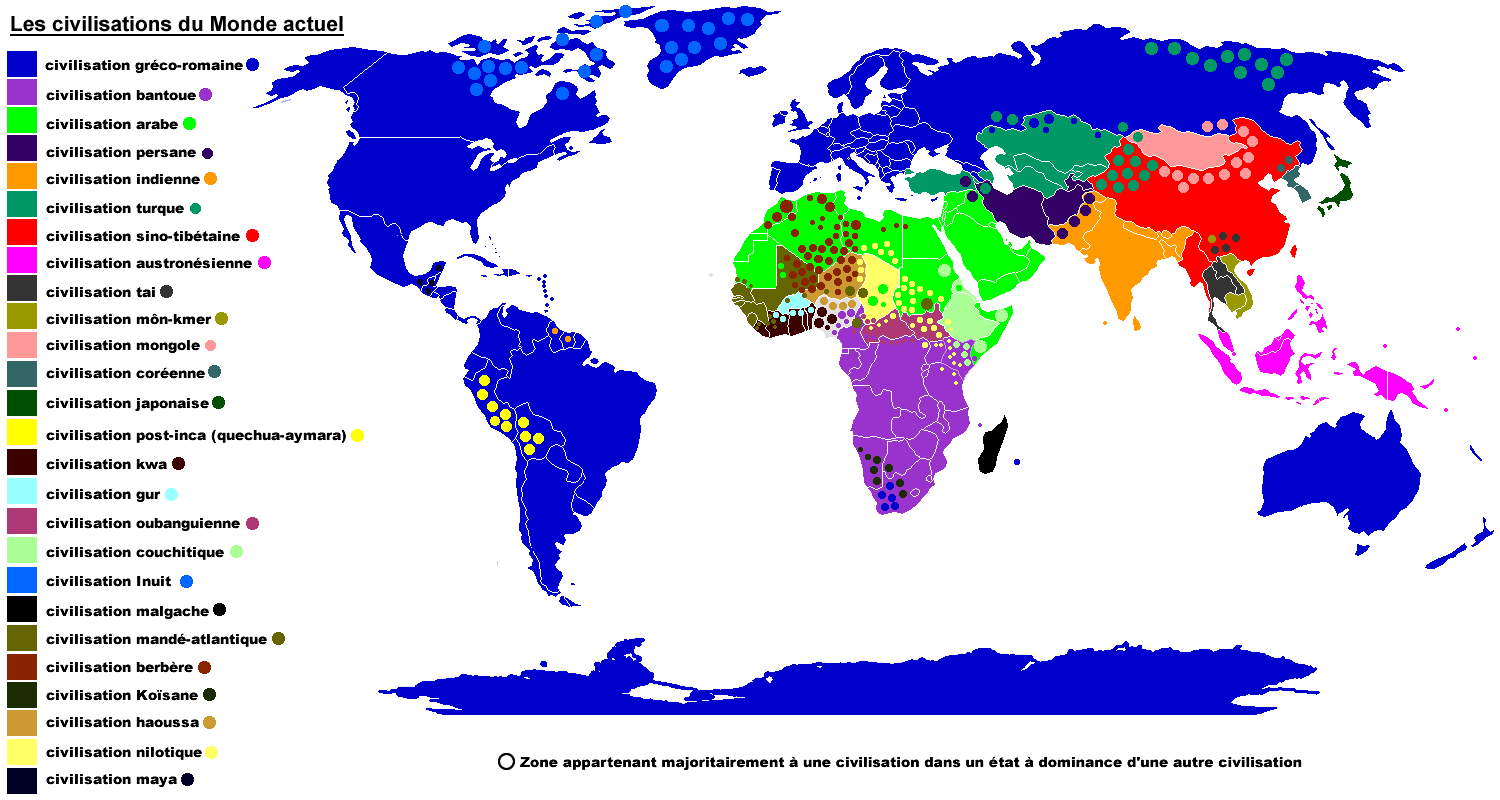
Civilizaciones del mundo actual, fuente: sitio internet del Trésor de la Langue française au Québec (Familles linguistiques du Monde)

El Trésor de la langue française (TLF) es un diccionario en lengua francesa de los siglos XIX y XX, en dieciséis volúmenes y un suplemento, publicado entre 1971 y 1994, año este último en el que se concretó la edición de su último tomo.

## Historia
Este diccionario estaba destinado a reemplazar al Littré, el cual ya había entrado en el dominio público.
En 1960 Paul Imbs fundó el Centre de Recherche pour un Trésor de la Langue Française (CRTLF), que más tarde fue el Institut national de la langue française (INALF), y luego la Unité Mixte de Recherche CNRS/ministère d'Analyse et traitement informatique de la langue française (ATILF), encargados de recopilar la documentación necesaria para la redacción y la publicación del TLF.
Los tomos I a VII del Trésor de la langue française fueron realizados bajo la dirección de Paul Imbs. Y después de la jubilación del fundador, los tomos VIII à XVI fueron elaborados bajo la dirección de Bernard Quemada.
En noviembre de 2004, un cederom del Trésor de la langue française apareció en las ediciones del CNRS.
El Trésor de la langue française informatisé (o TLFi) es la versión informatizada del TLF, en acceso libre sobre el sitio web de la ATILF, así como con otros complementos también sobre el sitio web del CNRTL.

## Volúmenes
- 1971 : vol. 1 - A-Affiner, CXXXIV, págs. 878
- 1973 : vol. 2 - Affinerie-Anfractuosité, XIX, págs. 987
- 1974 : vol. 3 - Ange-Badin, XXIV, págs. 1206, ISBN 2-222-01623-1
- 1975 : vol. 4 - Badinage-Cage, XXIV, págs. 1166, ISBN 2-222-01714-9
- 1977 : vol. 5 - Cageot-Constat, XXIV, págs. 1425, ISBN 2-222-01977-X
- 1978 : vol. 6 - Constatation-Désobliger, XVI, págs. 1308, ISBN 2-222-02156-1
- 1979 : vol. 7 - Désobstruer-Épicurisme, XXIII, págs. 1343, ISBN 2-222-02383-1
- 1980 : vol. 8 - Épicycle-Fuyard, XIX, págs. 1364, ISBN 2-222-02670-9
- 1981 : vol. 9 - G-Incarner, XVIII, págs. 1338, ISBN 2-222-03049-8
- 1983 : vol. 10 - Incartade-Losangique, XXI, págs. 1381, ISBN 2-222-03269-5
- 1985 : vol. 11 - Lot-Natalité, XVIII, págs. 1339, ISBN 2-07-077011-7
- 1986 : vol. 12 - Natation-Pénétrer, XIX, págs. 1337, ISBN 2-07-077012-5
- 1988 : vol. 13 - Pénible-Ptarmigan, XIX, págs. 1449, ISBN 2-07-077013-3
- 1990 : vol. 14 - Ptère-Salaud, XVII, págs. 1451, ISBN 2-07-077014-1
- 1992 : vol. 15 - Sale-Teindre, XVIII, págs. 1451, ISBN 2-07-077015-X
- 1994 : vol. 16 - Teint-Zzz, XVIII, págs. 1452, ISBN 2-07-077016-8